# HD 196885 Ab
HD 196885 Ab（或稱為HD 196885 b）是一個質量至少為木星2.96倍的太陽系外行星。母恆星是位於海豚座的HD 196885 A。發現於2007年10月23日。

## 外部連結
- . Exoplanets.   [2012-03-05]. （原始内容存档于2009-11-25）.
- . Extrasolar Visions.   [2012-03-05]. （原始内容存档于2012-06-14）.